# Waldschneegimpel
Der Waldschneegimpel (Leucosticte nemoricola), auch Waldrosenfink genannt, ist eine Art aus der Unterfamilie der Stieglitzartigen. Die Art kommt in zwei Unterarten ausschließlich in Asien vor und lebt dort im Gebirge.

## Erscheinungsbild
Der Waldschneegimpel erreicht eine Körperlänge von fünfzehn bis sechzehn Zentimetern. Ein Geschlechtsdimorphismus ist nur geringfügig vorhanden. Adulte Männchen sind am Kopf, Nacken, Rücken und Brust rötlich überhaucht. Der Waldschneegimpel weist große Ähnlichkeit mit dem Mattenschneegimpel auf. Dieser ist jedoch heller als der Waldschneegimpel gefärbt und etwas größer.
Die Körperoberseite ist dunkelbraun mit einer hellbraunen Streifung. Die Flügeldecken sind weißlich. Die schwarzbraunen Schwingen weisen weißliche Säume auf. Die Zügel sowie der Überaugstreif sind grau. Die braunen Ohrdecken sind grau gestreift. Die Körperunterseite ist graubraun. Die Unterschwanzdecken sind dunkelbraun und weisen weiße Säume auf. Die Augen sind rot. Der Schnabel und die Füße sind dunkelbraun.

## Verbreitung und Lebensweise
Der Waldschneegimpel kommt von Afghanistan und Pakistan bis zum Altai und dem Westen Chinas vor. Es ist eine Art, die hohe Gebirgslagen besiedelt. Der Waldschneegimpel ist gewöhnlich in Höhenlagen zwischen 3.500 und 5.500 Metern anzutreffen. Sein Lebensraum sind Gletschermoränen, Geröllhalden sowie Berghänge mit Gras- und Zwerggehölzbewuchs. Das Nest wird in Bodennähe errichtet und findet sich in Felsspalten, zwischen Geröll und Sträuchern. Das Gelege umfasst drei bis sechs Eier. Die Brutdauer beträgt zwölf bis dreizehn Tage. Während der ersten Lebenstage füttert ausschließlich das Weibchen.

## Belege